# Sport Boys Warnes
Sport Boys Warnes, oftast enbart Sport Boys, är en fotbollsklubb från staden Warnes i Bolivia som grundades den 17 augusti 1954. Klubben spelar sina hemmamatcher på Estadio Samuel Vaca Jiménez och lyckades gå upp i den högsta divisionen för första gången inför säsongen 2013/2014 efter att ha kommit tvåa i den näst högsta divisionen säsongen innan. Den säsongen Sport Boys gick upp från den näst högsta divisionen var också klubbens första säsong i den näst högsta divisionen.